# Xian

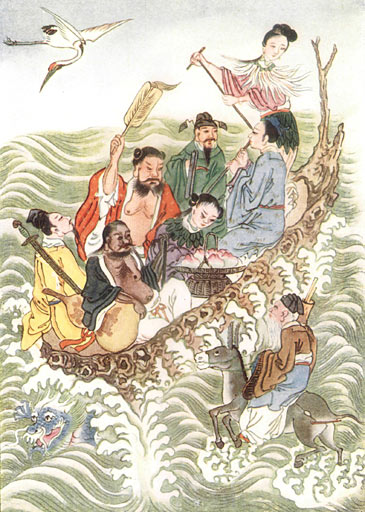
I Ba Xian, Otto Immortali, che attraversano il mare.

Il termine 仙T, xiānP, 'hsienW, o anche xianren (仙人T, xiānrénP) o il più moderno shenxian (神仙T, shénxiānP), è un sinogramma composto dalle parole "persona" (人) e "montagna" (山) e che viene generalmente tradotto come "immortale" o "santo taoista". Lo si trova menzionato nel Daodejing, nello Zhuāngzǐ e in numerosi testi taoisti del periodo dei regni combattenti. Il termine designa esseri mitologici dai poteri sovrannaturali la cui residenza è solitamente collocata in un luogo altrettanto mitico, le "grotte celesti" (洞天福地T, DòngtiānfúdìP) o "terre della felicità" o ancora "isole mistiche". Lo stato di immortalità è ciò a cui ambiscono le pratiche taoiste, accessibile attraverso pratiche spirituali. Nel Taoismo moderno la nozione di immortalità è andata evolvendosi, perdendo le connotazioni favolistiche e andando ad identificare queste creature con il termine shenxian, "spirito immortale". L'obiettivo del taoista è dunque quello di raggiungere l'immortalità spirituale.

## Evoluzione del concetto dixian
Generalmente impossibili da vedere nella loro forma reale (di cui parla Ge Hong nel suo trattato, il Bàopǔ Zi 抱樸子), gli xian possiedono la capacità di metamorfosi e di ubiquità e appaiono e scompaiono sotto forma di esseri luminosi. 

### Origini sciamaniche
Il concetto degli xian come spiriti della natura e patroni di essa è un residuo dell'antica religione sciamanica cinese. Gli xian, come gli Otto Immortali, possono governare gli eventi atmosferici, provocare la pioggia, le tempeste, le nuvole, il vento e sono spesso associati ad animali mitici o comuni. Nel primo capitolo dello Zhuāngzǐ, il "santo taoista" appare sotto forma di un uccello che vola nel cielo con le sue immense ali piumate e di un pesce, che nuota nelle profondità marine.

### Concezione taoista
Nel taoismo gli xian sono esseri che si trovano ad un livello intermedio tra l'uomo e gli shen, anche se essi stessi possono essere annoverati tra gli shen, ovvero gli dèi. Gli immortali, come le divinità, appartengono ad una realtà trascendente, e per questo sono evanescenti e non percepibili con i semplici sensi umani. Essi sono inoltre multiformi, la loro identità non è definita e la loro origine è sconosciuta. Come ogni cosa che esiste, inclusi uomini e dèi, essi fanno parte del grande ciclo del Tao, della natura, e sono sua manifestazione.
Nella religione taoista, il fine di tutte le azioni è il raggiungimento dell'immortalità. In origine la conquista dello status dell'immortalità, implicava essenzialmente delle pratiche di natura fisica, quali ginnastica, pozioni alchemiche, erbe ed elisir. 
Con lo sviluppo del Taoismo istituzionalizzato venne enfatizzata sempre più la condotta morale, le buone azioni e il piano spirituale, con pratiche quali la meditazione e il Qigong. Sul piano fisico si è affermato invece l'uso di diete vegane. Questa forma di alimentazione si astiene dal consumo di alcuni o tutti gli alimenti di origine animali, e deriva principalmente da considerazioni etiche o, in misura minore, da considerazioni ambientali, salutistiche o religiose. Esistono diversi tipi di diete vegetariane, ma tutte hanno in comune il non consumo di carne di animali di qualsiasi specie(siano essi mammiferi, pesci o insetti). Una dieta latto-ovo-vegetariana non prevede il consumo della sola carne; una dieta latto-vegetariana non prevede il consumo né di carne né di latte né di latticini; una dieta ovo-vegetariana non prevede il consumo né di carne né di uova, mentre una dieta vegana esclude qualsiasi alimento di origine animale (ad esempio, si esclude anche il miele).

#### Gerarchie deglixian
Le gerarchie più basse, a cui appartengono gli antenati e le forme di concretizzazione del Qi non sono un pantheon ben definito, ma un pantheon variegato in continua espansione. Sopra a questa prima categoria di immortali vi sono i grandi maestri divinizzati, che si trovano ad un livello dimensionale più trascendente. Questa categoria varia generalmente da corrente a corrente, ogni scuola ha la sua classificazione. La gerarchia spirituale della scuola Shangqing (上清T, ShàngqīngP), è quella più definita e conosciuta.
Per la corrente Quanzhen moderna, il massimo grado di immortalità è l'immortalità dorata (金仙T, jīnxiānP), un gradino sotto allo status di divinità.

## Luoghi di manifestazione
Secondo le dottrine mistiche del Taoismo, gli xian, come dopotutto anche gli shen, sono soliti manifestarsi ai sensi umani in luoghi in cui il confine tra il mondo terrestre e i mondi trascendenti ad esso si assottiglia: le montagne, i mari, le isole, i fiumi, le caverne, le paludi. Esistono luoghi particolari in cui la tradizione attesta spesso l'apparizione di queste energie, ad esempio i monti Wudang. ma in quanto essi sono spiriti della natura e manifestazioni del Tao, possono essere percepiti ovunque, come nello scorrere dell'acqua o nel germogliare di una pianta.

## Dimensioni mistiche
Esiste una classificazione dei mondi mistici da cui questi esseri proverrebbero. L'attuale corrente Quanzhen sostiene l'esistenza di dieci di queste dimensioni mistiche, che vengono chiamate in vari modi: "grotte celesti", "isole galleggianti", "isole felici" (十洲三島T, Shízhōu sāndǎoP, lett. "dieci continenti, tre isole"). Tre di queste dimensioni trascendenti prendono il nome di Penglai (蓬萊T, PéngláiP), Fangzhang (方丈T, FāngzhàngP; menzionate entrambe dalle origini della mitologia cinese) e una terza che ha cambiato il nome da Yingzhou (瀛洲T, YíngzhōuP) in Kunlun (昆侖T, KūnlúnP).
Mentre nel Taoismo moderno questi mondi sono considerati mistici, trascendenti e quindi non visibili, non percepibili e non penetrabili dall'uomo se non dopo anni di coltivazione del Tao, gli imperatori dell'antica Cina tendevano ad identificare questi regni con terre realmente esistenti e li immaginavano come luoghi di custodia di chissà quali tesori, tanto che l'imperatore Qin Shi Huang inviò delle spedizioni alla ricerca di questi luoghi, e soprattutto delle erbe dell'immortalità. L'antica mitologia colloca sull'isola di Fangzhang la residenza della divinità che governa gli dèi delle acque e i draghi; mentre identifica Penglai, la più importante, come il luogo di accesso ai nove cieli superiori e luogo dove risiede il guardiano di questi ultimi.